# Acambay
Acambay là một đô thị thuộc bang México, México. Năm 2005, dân số của đô thị này là 56849 người.